# 588
588（五百八十八、ごひゃくはちじゅうはち）は自然数、また整数において、587の次で589の前の数である。

## 性質
- 588は合成数であり、約数は1, 2, 3, 4, 6, 7, 12, 14, 21, 28, 42, 49, 84, 98, 147, 196, 294, 588である。
  - 約数の和は1596。
  - 143番目の過剰数である。1つ前は582、次は594。
  - 約数を18個もつ8番目の数である。1つ前は468、次は612。
  - 約数の和を平方した数が自身で割り切れる10番目の数である。1つ前は496、次は600。(オンライン整数列大辞典の数列 A263928)
例．σ(588)2 ÷ 588 = 15962 ÷ 588 = 4332 (ただしσは約数関数)
- 26番目のスミス数であり、588 = 22 × 3 × 72 、2 × 2 + 3 + 7 × 2 = 5 + 8 + 8 となる。1つ前は576、次は627。
- 145番目のハーシャッド数である。1つ前は576、次は592。
  - 21を基とする2番目のハーシャッド数である。1つ前は399、次は777。
- 各位の平方和が153になる最小の数である。次は669。(オンライン整数列大辞典の数列 A003132)
  - 各位の平方和が n になる最小の数である。1つ前の152は4668、次の154は389。(オンライン整数列大辞典の数列 A055016)
- 588 = 22 + 102 + 222 = 142 + 142 + 142
  - 3つの平方数の和2通りで表せる134番目の数である。1つ前は577、次は595。(オンライン整数列大辞典の数列 A025322)
- 588 = 22 + 102 + 222
  - 異なる3つの平方数の和1通りで表せる135番目の数である。1つ前は580、次は603。(オンライン整数列大辞典の数列 A025339)
- 588 = 3 × 142
  - n = 14 のときの 3n 2 の値とみたとき1つ前は507、次は675。(オンライン整数列大辞典の数列 A033428)
- 588 = 22 × 3 × 72
  - 3つの異なる素因数の積で p 2 × q 2 × r の形で表せる7番目の数である。1つ前は468、次は612。(オンライン整数列大辞典の数列 A179643)
- 588 = 28 × 21
  - 完全数28の倍数である。1つ前は560、次は616。(オンライン整数列大辞典の数列 A135628)
- 588 = 282 − 196
  - n = 28 のときの n 2 − 142 の値とみたとき1つ前は533、次は645。(オンライン整数列大辞典の数列 A132770)
- 約数の和が588になる数は5個ある。(260, 332, 485, 533, 587) 約数の和5個で表せる5番目の数である。1つ前は216、次は600。
  - 約数の和 n 個で表せる n 番目の数である。1つ前は312、次は1248。
- 各位の和が21になる5番目の数である。1つ前は579、次は597。

## その他 588 に関連すること
- 西暦588年
- 紀元前588年
- 清涼里588